# ساسان پریگان
ساسان (پارسی میانه: Sāsān) یکی از شاهزادگان ساسانی در سده سوم میلادی در زمان حکومت شاپور یکم بود.

## زندگی

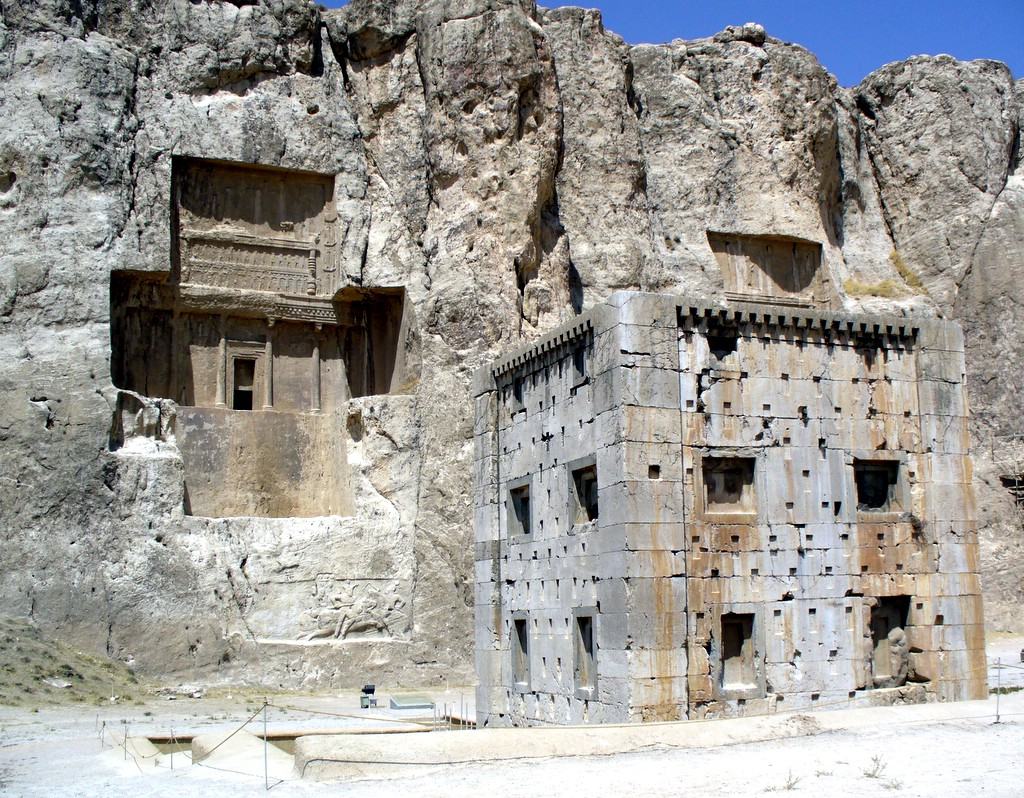
کعبه زرتشت، جایی که سنگ‌نوشته شاپور یکم حک شده‌است

از او در سنگ‌نوشته شاپور یکم بر کعبه زرتشت به عنوان شاهزاده (پارسی میانه: wispuhr) یاد شده‌است. او در این سنگ‌نوشته در میان ۶۷ نجیب‌زاده در رتبهٔ ششم قرار دارد. با توجه به عنوانش می‌توان با قطعیت گفت که ساسان یکی از اعضای خاندان سلطنتی بوده اما تشخیص اینکه او دقیقاً چه رابطه‌ای با شاهنشاه و دیگر اعضای خاندان داشته، نامشخص است.
او به گفته سنگ‌نوشته برای آموزش به خاندان پریگان سپرده شد. این کار در ایران متداول بود که شاهزادگان، به ویژه شاهزادگان سلطنتی، و همچنین فرزندان اشراف، در خانواده‌های اصیل دیگر آموزش می‌دیدند. خانواده‌ای که فرزند را به عنوان «فرزندخوانده» می‌پذیرفتند، در یک وضعیت حقوقی قرار می‌گرفتند که در آن باید از کودک مراقبت کنند تا به بزرگسالی برسد.